# Hollywood Casino 400
Das Hollywood Casino 400 ist ein Autorennen der NASCAR Cup Series. Es findet seit der Saison 2001 auf dem Kansas Speedway in Kansas City, Kansas statt und ist eines der zehn Rennen im Chase for the Sprint Cup, dem Finale der Meisterschaft.

## Sieger
| Saison | Datum         | Sieger              | Hersteller |
| ------ | ------------- | ------------------- | ---------- |
| 2001   | 30. September | Jeff Gordon         | Chevrolet  |
| 2002   | 29. September | Jeff Gordon         | Chevrolet  |
| 2003   | 5. Oktober    | Ryan Newman         | Dodge      |
| 2004   | 10. Oktober   | Joe Nemechek        | Chevrolet  |
| 2005   | 9. Oktober    | Mark Martin         | Ford       |
| 2006   | 1. Oktober    | Tony Stewart        | Chevrolet  |
| 2007   | 30. September | Greg Biffle         | Ford       |
| 2008   | 28. September | Jimmie Johnson      | Chevrolet  |
| 2009   | 4. Oktober    | Tony Stewart        | Chevrolet  |
| 2010   | 3. Oktober    | Greg Biffle         | Ford       |
| 2011   | 9. Oktober    | Jimmie Johnson      | Chevrolet  |
| 2012   | 21. Oktober   | Matt Kenseth        | Ford       |
| 2013   | 6. Oktober    | Kevin Harvick       | Chevrolet  |
| 2014   | 5. Oktober    | Joey Logano         | Ford       |
| 2015   | 18. Oktober   | Joey Logano         | Ford       |
| 2016   | 16. Oktober   | Kevin Harvick       | Chevrolet  |
| 2017   | 22. Oktober   | Martin Truex junior | Toyota     |
| 2018   | 21. Oktober   | Chase Elliott       | Chevrolet  |
| 2019   | 20. Oktober   | Denny Hamlin        | Toyota     |
| 2020   | 18. Oktober   | Joey Logano         | Ford       |
| 2021   | 24. Oktober   | Kyle Larson         | Chevrolet  |
| 2022   | 11. September | Bubba Wallace       | Toyota     |
| 2023   | 10. September | Tyler Reddick       | Toyota     |